# Rychlostní silnice S16 (Polsko)
Rychlostní silnice S16 je plánovaná polská rychlostní silnice v severním a severovýchodním Polsku, která má spojovat města Olsztyn, kde se bude křižovat s rychlostní silnicí S51, Ełk a Knyszyn, kde se bude napojovat na rychlostní silnici S19. Její celková délka bude 230 km, z toho je 8,2 km postaveno v plném profilu, 18,4 km je postaveno v polovičním profilu a 13,1 km je ve výstavbě. Bude procházet Warminsko-Mazurským a Podleským vojvodstvím.

## Úseky ve výstavbě

### Borki Wielkie - Mrągowo
Dne 19. září 2018 vyhlásilo Generální ředitelství pro národní silnice a dálnice (obdoba českého Ředitelství silnic a dálnic) výběrové řízení na návrh a výstavbu rychlostní silnice S16 Borki Wielkie – Mrągowo a na výstavbu obchvatu města Mrągowo, který bude součástí silnice č. 59. Dne 10. května 2019 však bylo výběrové řízení zrušeno z důvodu neexistence nabídky, která by odpovídala rozpočtu zadavatele. 21. srpna téhož roku bylo vyhlášeno další výběrové řízení na tuto stavbu a 28. května 2020 byla se společností PORR SA podepsána smlouva v hodnotě téměř 626 milionů PLN. Stavba má být dokončena do 36 měsíců.
Nová silnice bude dlouhá 17,1 km – 13,1 km po S16 a 4 km po DK59 (obchvat Mrągowo). Povede v blízkosti měst Borki Wielkie, Sorkwity, Nowe Bagienice, Bagienice, Marcinkowo a poté obejde Mrągowo z jihozápadu. Silnice v úseku S16 bude mít dva pruhy v každém směru, zatímco na trase obchvatu Mrągowo, který bude součástí silnice č. 59 bude mít trasa jen jeden pruh v každém směru. Na trase budou tři výjezdy - Sorkwity, Bagienice a Mrągowo.

### Příprava dalších úseků
Další fáze rozšiřování rychlostní silnice je v přípravné fázi. Materiály pro získání rozhodnutí o podmínkách prostředí a technická dokumentace pro objednání stavby v systému PIB pro rychlostní silnici S16 Mrągowo - Orzysz - Ełk v délce přibližně 80 km jsou ve vývoji. Dokumentace bude připravena v roce 2021. Plánované roky realizace jsou roky 2022–2025.